# Гвардейское сельское поселение (Крым)
Гварде́йское сельское поселение (укр. Гвардійське сільське поселення, крымскотат. Гвардейское кой юрту, Сарабуз кой юрту) — муниципальное образование в составе Симферопольского района Республики Крым России.

## География
Поселение расположено в северной части района, в лесостепной зоне предгорного Крыма, в среднем течении реки Салгир. Граничит, с севера, по часовой стрелке, с Журавлёвским, Широковским, Новоандреевским, Первомайским, Укромновским и Родниковским сельскими поселениями.
Площадь территории составляет 93,76 км²
Транспортное сообщение осуществляется по региональной автодороге 35К-001 «Красноперекопск — Симферополь» (по украинской классификации — территориальная автодорога Н-05) и через железнодорожную станцию Остряково.

## Население
| 2001    | 2014    | 2015    | 2016    | 2017    | 2018    | 2019    |
| ------- | ------- | ------- | ------- | ------- | ------- | ------- |
| 20 596  | ↗20 779 | ↗20 847 | ↗22 173 | ↗22 467 | ↗22 717 | ↗22 762 |
| 2020    | 2021    |         |         |         |         |         |
| ↘22 733 | ↘20 999 |         |         |         |         |         |

## Состав
В состав поселения входят 1 посёлок городского типа и 4 села:
| № | Населённый пункт | Тип населённого пункта | Население на 2014 год |
| - | ---------------- | ---------------------- | --------------------- |
| 1 | Гвардейское      | пгт, центр             | ↘12 209               |
| 2 | Красная Зорька   | село                   | ↗3018                 |
| 3 | Маленькое        | село                   | ↘1546                 |
| 4 | Новый Сад        | село                   | ↘386                  |
| 5 | Софиевка         | село                   | ↗3732                 |

## История
Согласно доступным источникам, В начале 1920-х годов (видимо, постановлением Крымревкома от 8 января 1921 года № 206 «Об изменении административных границ», по другим данным — в 1930 году) был образован Спатский сельсовет. На момент всесоюзной переписи населения 1926 года сельсовет включал 3 села:
- Кильдияр с населением 95 человек,
- Минлерчик — 168 человек,
- Спат — 733 человека, а также железнодорожную казарму на 1 км Евпаторийской ветки (24 чел.) и железнодорожную будку № 687 на 900 км (3 чел.) — всего 1023 жителя[17].

Указом Президиума Верховного Совета РСФСР от 21 августа 1945 года он был переименован в Гвардейский сельский совет. С 25 июня 1946 года сельсовет в составе Крымской области РСФСР, а 26 апреля 1954 года Крымская область была передана из состава РСФСР в состав УССР. В 1957 году Гвардейскому присвоен статус посёлка городского типа и сельсовет преобразован в Гвардейский поселковый совет. В 1959 году в его состав включили Краснозорькинский сельсовет. На 15 июня 1960 года в составе совета числились сёла:

| - Гвардейское - Журавлёвка | - Красная Зорька - Красное | - Люби́мовка - Маленькое | - Ново-Алекса́ндровка - Рассве́т | - Софиевка - Сторожевое |

Указом Президиума Верховного Совета УССР «Об укрупнении сельских районов Крымской области», от 30 декабря 1962 года большую часть сёл Симферопольского района (в том числе Гвардейский поссовет) присоединили к Бахчисарайскому, 1 января 1965 года, указом Президиума ВС УССР «О внесении изменений в административное районирование УССР — по Крымской области», вновь возвратили в состав Симферопольского. На 1968 год в нсовет входило 8 сёл: из современного состава
- Гвардейское;
- Красная Зорька;
- Маленькое;
- Софиевка.

Также входили Журавлёвка и Сторожевое (решением Крымоблисполкома от 18 февраля 1977 года № 101 , а по другим данным — в 1975 году, выделенные в Журавлёвский сельский совет) и, впоследствии упразднённые, Новоалександровка и Рассвет. Новый Сад получил официальный статус села 16 мая 2001 года. С 21 марта 2014 года в составе Крыма аннексировано Россией.
Законом «Об установлении границ муниципальных образований и статусе муниципальных образований в Республике Крым» от 4 июня 2014 года территория административной единицы была объявлена муниципальным образованием со статусом сельского поселения.